# Альберт Гор-старший
Альберт Арнольд «Ал» Гор (англ. Albert Arnold «Al» Gore, Sr.; нар. 26 грудня 1907, Гранвіль, Теннессі — пом. 5 грудня 1998, Картідж, Теннессі) — американський політик-демократ.  Батько колишнього віце-президента США і кандидата у президенти Альберта Гора.

## Біографія
Гор почав свою кар'єру у 1936 році як адвокат у Картіджі. Він був членом Палати представників США з 1939 по 1944 і з 1945 по 1953.
Він був одним з 27 сенаторів (21 демократів, 6 республіканців), які голосували проти Закону про громадянські права у 1964 році, але пізніше змінив свої переконання. Після сенатської діяльності він продовжував працювати адвокатом і викладав в Університеті Вандербільта.
Гор похований у Smith County Memorial Gardens у Картіджі, штат Теннессі.